# Belgie na Zimních olympijských hrách 1998
Belgie na Zimních olympijských hrách v roce 1998 reprezentoval 1 muž v 1 sportu.

## Medailisté
| Medaile | Jméno         | Sport          | Soutěž       |
| ------- | ------------- | -------------- | ------------ |
| Bronz   | Bart Veldkamp | Rychlobruslení | Muži 5 000 m |